# 地域活性化インターチェンジ
地域活性化インターチェンジ（ちいきかっせいかインターチェンジ）は、高速道路（高速自動車国道および一般国道の自動車専用道路）がすでに整備され通過しているがインターチェンジから離れている地域、または高速道路が通過する予定の地域において、インターチェンジの整備により高速道路の有効活用を図るために地方公共団体が主体となり建設し整備するインターチェンジである。2009年（平成21年）以降は追加インターチェンジ（ついかインターチェンジ）という表記も使用されている。
高速道路に接続する道路は地方公共団体が建設費を負担する。本制度は2000年（平成12年）度に創設され、それ以前は開発インターチェンジ制度を利用することでインターチェンジの追加が行われていた。
設置に当たっては、設置を希望する地方公共団体が国土交通大臣に対し連結許可申請を提出し、国が整備計画変更に関する意見照会を関係地方公共団体に行った上で整備計画の変更を行い、国土交通大臣から地方公共団体に対して許可を与える、という手続きを経て事業化される。高速自動車国道については高速自動車国道法11条の2以下、一般国道の自動車専用道路については道路法48条の5以下で連結許可について規定されている。

## 地域活性化インターチェンジ一覧
- 2004年（平成16年）4月28日 施行命令[2]
  - 黒磯板室IC（東北自動車道）
  - 三豊鳥坂IC（高松自動車道）
  - 酒々井IC（東関東自動車道）
  - 都留IC（中央自動車道 河口湖・東富士五湖道路方面ランプ）
  - 甲南IC（新名神高速道路）
  - 鞍手IC（九州自動車道）
  - みやま柳川IC（九州自動車道）
  - 大分光吉IC（大分自動車道 大分米良・東九州道方面ランプ）
- 2006年（平成18年）9月21日 連結許可[3]
  - 松ヶ崎亀田IC（日本海東北自動車道）
  - 佐久穂IC（中部横断自動車道）
  - 佐久臼田IC（中部横断自動車道）
  - 佐久中佐都IC（中部横断自動車道）
  - 佐久北IC（中部横断自動車道）
  - 佐用平福IC（鳥取自動車道）
  - 鳥取南IC（鳥取自動車道）
  - 三次東IC（松江自動車道・尾道自動車道・中国自動車道）
  - 谷津船橋IC（東関東自動車道）
- 2007年（平成19年）3月16日 連結許可[4]
  - 白山IC（北陸自動車道）
  - 和歌山北IC（阪和自動車道）
  - 四万十町東IC（高知自動車道）
- 2009年（平成21年）6月30日 連結許可 ※追加インターチェンジ[5]
  - 新千歳空港IC（道央自動車道）
  - 大衡IC（東北自動車道）
  - 一宮稲沢北IC（東海北陸自動車道）
  - 小浜西IC（舞鶴若狭自動車道 北陸道方面ランプ）
  - 浦幌IC（道東自動車道）
  - 鶴岡西IC（日本海東北自動車道）
  - 三瀬IC（日本海東北自動車道）
  - いらがわIC（日本海東北自動車道）
  - 神林岩船港IC（日本海東北自動車道）
  - 村上山辺里IC（日本海東北自動車道）
  - 朝日三面IC（日本海東北自動車道）
  - 蒲江波当津IC（東九州自動車道）
  - 須美江IC（東九州自動車道）
  - 清武南IC（東九州自動車道）
  - 小池高山IC（九州中央自動車道）
  - 上野吉無田IC（九州中央自動車道）
  - 山都中島東IC（九州中央自動車道）
- 2012年（平成24年）4月20日 連結許可 ※追加インターチェンジ[6]
  - 小坂北IC（秋田自動車道）
  - 福島大笹生IC（東北中央自動車道）
  - 米沢中央IC（東北中央自動車道）
  - 東根北IC（東北中央自動車道）
  - 村山名取IC（東北中央自動車道）
  - 村山本飯田IC（東北中央自動車道）
  - 大石田村山IC（東北中央自動車道）
  - 身延山IC（中部横断自動車道）
  - すさみIC（紀勢自動車道）
  - 三良坂IC（尾道自動車道）
  - 雲南吉田IC（松江自動車道）
  - 佐伯堅田IC（東九州自動車道）
  - 野方IC（東九州自動車道）
- 2013年（平成25年）6月11日 連結許可 ※追加インターチェンジ[7]
  - 釧路中央IC（釧路外環状道路）
  - 北見北上IC（北見道路）
  - 北見川東IC（北見道路）
  - 氷見南IC（能越自動車道）
  - 中富IC（中部横断自動車道）
  - 氏乗IC（三遠南信自動車道：仮称・事業中）
  - 浦川IC（三遠南信自動車道）
  - かつらぎ西IC（京奈和自動車道）
  - 大多田IC（東広島呉自動車道）
- 2014年（平成26年）8月8日 連結許可[8]
  - 庶路IC（道東自動車道）
  - いわき小名浜IC（常磐自動車道）
  - 幸地IC（沖縄自動車道：仮称・事業中）
- 2015年（平成27年）6月12日 連結許可 ※追加インターチェンジ[9]
  - 大熊IC（常磐自動車道）
  - 常磐双葉IC（常磐自動車道）
- 2015年（平成27年）8月5日 連結許可[10]
  - 三滝堂IC[11]（三陸自動車道）
  - 徳島津田IC（徳島南部自動車道）
- 2017年（平成29年）8月10日 連結許可[12]
  - 志布志有明IC（東九州自動車道）
- 2019年（令和元年）9月27日 連結許可 ※追加インターチェンジ[13]
  - 小松島南IC（徳島南部自動車道：事業中）
- 2020年（令和2年）10月23日 連結許可 ※追加インターチェンジ[14]
  - 釧路空港IC（道東自動車道）
- 2023年（令和5年）3月31日 連結許可 ※追加インターチェンジ[15]
  - 共和北IC（倶知安余市道路：仮称・事業中）
- 2023年（令和5年）9月8日 連結許可[16]
  - 池武当IC（沖縄自動車道：仮称・事業中）